# فيلين (بروتين)
الفيلين (بالإنجليزية: Villin)‏ هو بروتين مرتبط بالأكتين خاص بأنسجة محددة ووزنه الجزيئي 92.5 كيلو دالتون، ذو صلة بحزمة لب أكتين الحافة الفرشاتية. يحتوي الفيلين على عدة نطاقات مشابهة للجيلسولين مُقبَّعةٍ «بقطعة رأسية» صغيرة (8.6 كيلو دالتون) في النهاية الكربوكسيلية مكونة من حزمة سريعة ومستقلة التطوي ذات ثلاث لوالب مستقرة بواسطة تآثرات كارهة للماء. نطاق القطعة الرأسية هو بروتين يُدرس بشكل شائع في الديناميكا الجزيئية بسبب حجمه الصغير وسرعة حركية تطوِّيهِ وقصر تسلسله الرئيسية.

## البنية

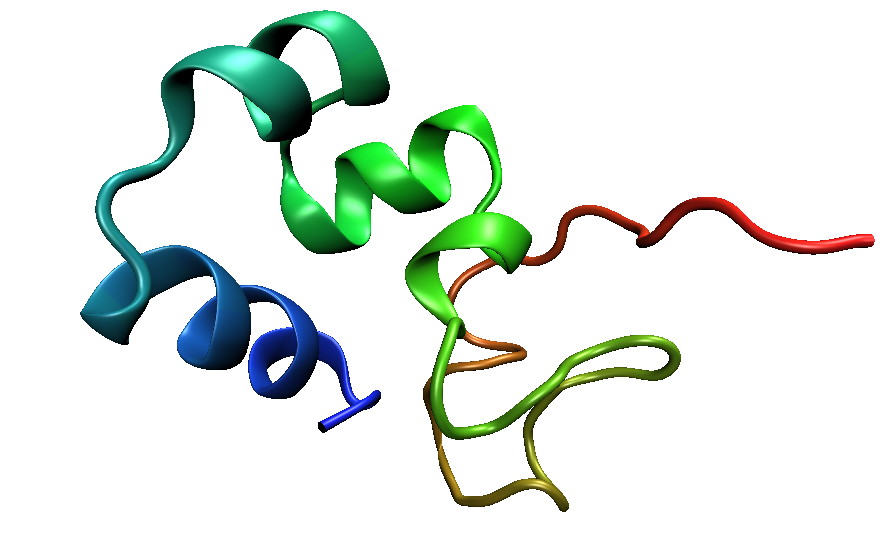
حزمة اللولب في نطاق القطعة الرأسية لفيلين الدجاج.

يتكون الفيلين من سبع نطاقات، ستة منها متماثلة تشكل لب النهاية الأمينية ويشكل النطاق الباقي قبعة النهاية الكربوكسيلية. يحتوي الفيلين على ثلاث مواقع ارتباط فسفاتيديل إينوزيتول 4، 5- ثنائي فسفات (PIP2)، يتواجد أحدها في القطعة الرأسية والآخران في اللب. يحتوي نطاق اللب على حوالي 150 وحدة حمض أميني مجمعة في ست تكرارات، وعلى هذا اللب قطعة رأسية كارهة للماء في النهاية الكربوكسيلية ذات 87 وحدة متراصة  القطعة الرأسية (HP67) مكونة من بروتين متطوي في النهاية الكربوكسيلية طوله 70 حمض أميني. تحتوي هذه القطعة الرأسية على نطاق الارتباط F-أكتين. الوحدات K38،‏ E39،‏ K65،‏ 70-73:KKEK،‏ G74،‏ L75 وF76 تحيط بلب كاره للماء ويعتقد أن لها دور في ارتباط F-أكتين بالفيلين. تعمل الوحدات E39 وK70 من جسر ملحي مدفونٍ داخل القطعة الرأسية على ربط النهايتين الأمينية والكربوكسيلية. يقوم هذا الجسر الملحي كذلك بتدوير وتثبيت وحدات النهاية الكربوكسيلية التي لها دور في ارتباط الـF-أكتين وذلك لأن عند غياب الجسر الملحي لا يحدث أي ارتباط. تتشكل القبعة الكارهة للماء بواسطة السلاسل الجانبية W64 والتي هي محفوظة كليا في عائلة الفيلين. تحت هذه القبعة يوجد تاج ذو مواضع ذات شحنات موجبة وسالبة بشكل متناوب. يمكن للفيلين الخضوع لتعديلات ما بعد الترجمة مثل فسفرة التيروسين. للفيلين القدرة على التثني ويتواجد موقع التثاني عند النهاية الأمينية للبروتين.